# Игнарро, Луис
Луис Игнарро (англ. Louis J. Ignarro; род. 31 мая 1941, Бруклин, Нью-Йорк) — американский фармаколог, лауреат Нобелевской премии по физиологии или медицине 1998 года «За открытие роли оксида азота как сигнальной молекулы в регуляции сердечно-сосудистой системы». Показал сигнальные свойства оксида азота, что прояснило его механизм действия.
Член Национальной академии наук США (1999).
Его родители были итальянские иммигранты, отец был плотником в Торре-дель-Греко, вблизи Неаполя. Игнарро вырос в городе Лонг-Бич, штат Нью-Йорк.
Входит в состав научно-консультационного совета компании Herbalife.
Участвует в разработках и продвижении продуктов компании Herbalife на основе исследований роли оксида азота.
В 2016 году подписал письмо с призывом к Greenpeace, Организации Объединённых Наций и правительствам всего мира прекратить борьбу с генетически модифицированными организмами (ГМО).
Почётный доктор Университета штата Огайо (2016).